# Сидоров, Иван Кузьмич
Иван Кузьмич Сидоров (1906—2000) — начальник политического управления Дальстроя НКВД СССР, генерал-майор (1945).

## Биография
Начальник политического управления Дальстроя НКВД СССР. Принимал вице-президента США Г. Э. Уоллеса, прибывшего проверить возможность осуществления программы ленд-лиза.
Скончался в Москве. Урна с прахом захоронена в колумбарии на Ваганьковском кладбище.

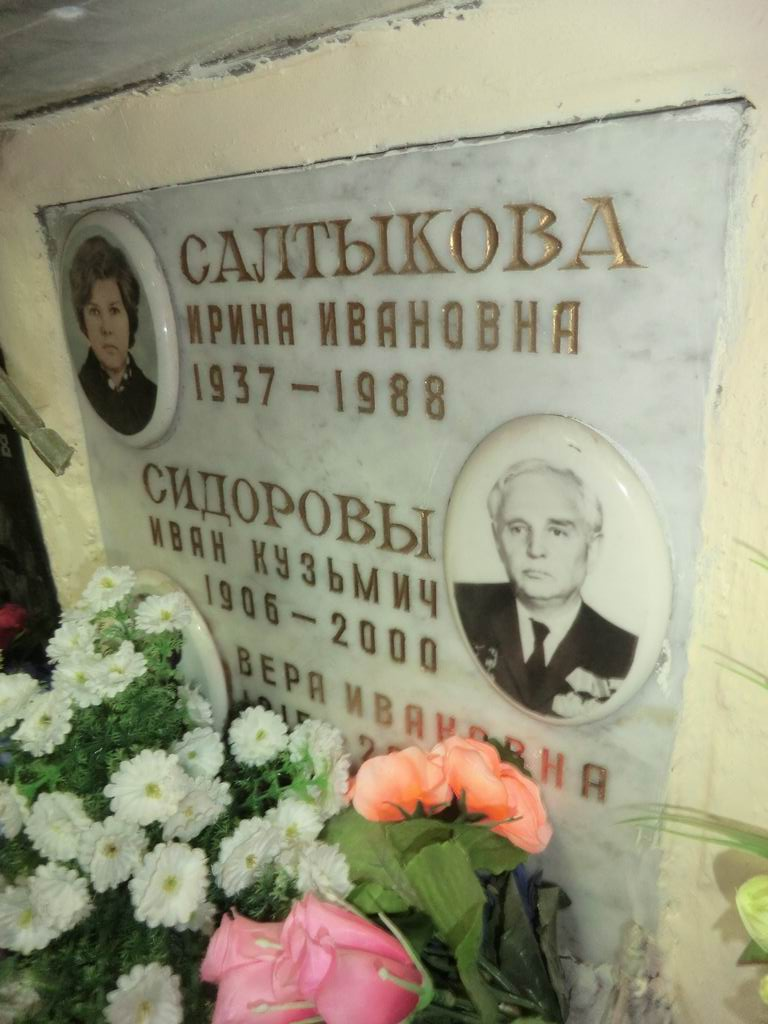
Захоронение И. К. Сидорова. Ваганьковское кладбище

## Звания
- дивизионный комиссар;
- комиссар ГБ, 14.02.1943;
- генерал-майор, 09.07.1945.